# Aimee van Wynsberghe

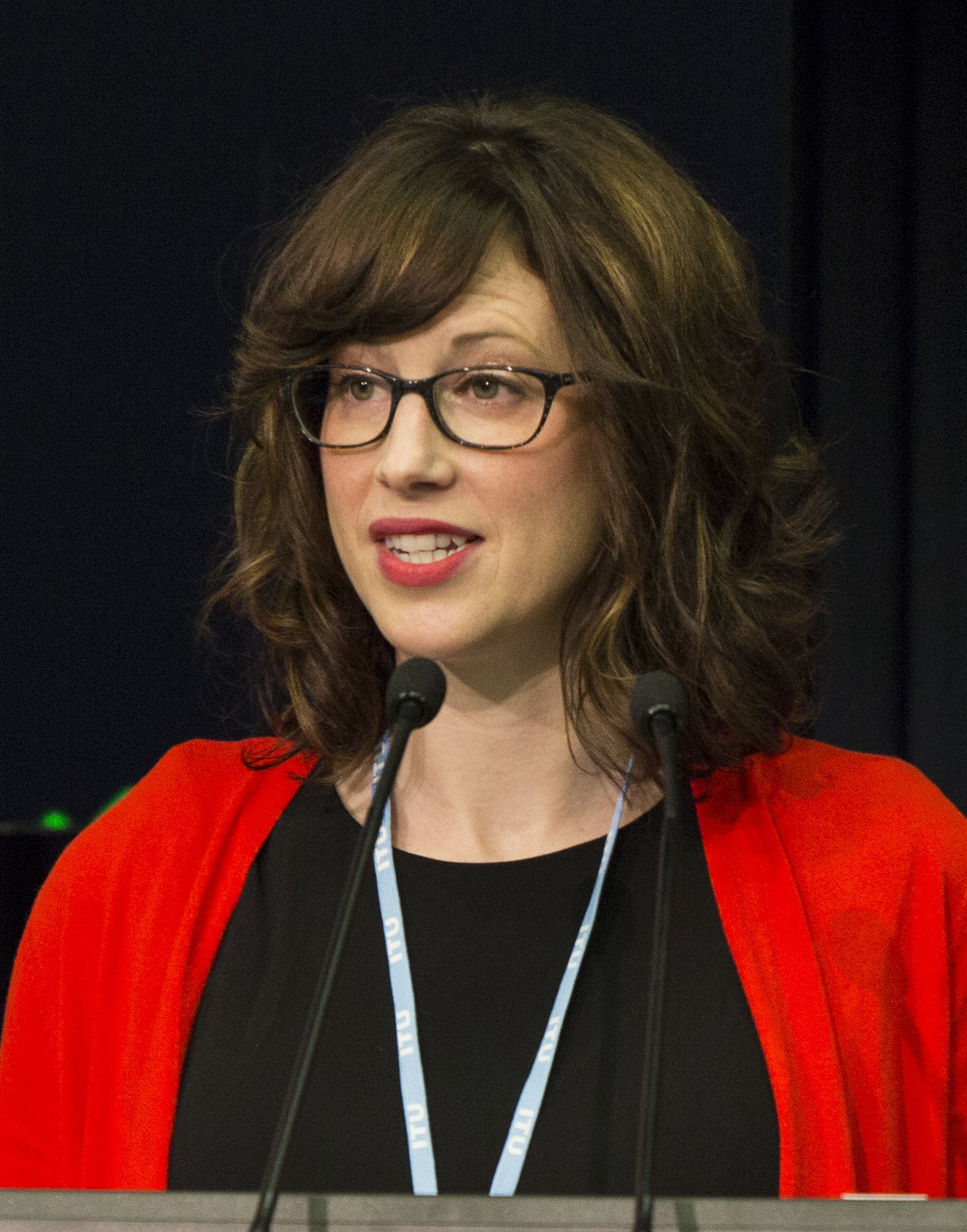
Aimee van Wynsberghe

Aimee van Wynsberghe ist die Alexander von Humboldt-Professorin für Angewandte Ethik der Künstlichen Intelligenz (KI) an der Universität Bonn. Sie ist Direktorin des Instituts für Wissenschaft und Ethik (IWE) und Gründerin des Bonn Sustainable AI Lab. Sie ist Mitglied der Expertengruppe „KI & Nachhaltigkeit“ des Bundesministerium für Umwelt, Naturschutz, nukleare Sicherheit und Verbraucherschutz, Mitglied der Deutschen Akademie der Naturforscher Leopoldina, Mitglied einer Expertengruppe an der Universität Aarhus (AIAS), Mitglied der Deutschen Akademie der Wissenschaften und der Literatur, Mainz, Beiratsmitglied der DAAD Konrad-Zuse-Schulen für KI-Exzellenz und war Mitglied der Hochrangigen Expertengruppe für KI der Europäischen Kommission. Prof. van Wynsberghe ist Autorin des Buches Healthcare Robots: Ethics, Design and Implementation und Gründungsredakteurin der internationalen Fachzeitschrift AI & Ethics (Springer Nature). Darüber hinaus ist sie Herausgeberin einer neuen Springer Nature Buchreihe „Philosophy and Ethics of Artificial Intelligence“. Sie tritt regelmäßig in den Medien auf, um das Bewusstsein für die drängenden ethischen Fragen im Zusammenhang mit der Entwicklung und dem Einsatz von Robotik und KI in der Gesellschaft zu fördern. Aimee van Wynsberghe veranstaltet alle zwei Jahre die Sustainable AI Conference in Bonn.

## Leben
Ursprünglich kommt van Wynsberghe aus London, Ontario. Ihren Bachelor erhielt sie in Zell-Biologie an der University of Western Ontario, den sie mit zwei Master Degrees in Angewandter Ethik und Bio-Ethik an der KU Leuven in Belgien und im Rahmen des Erasmus-Programm erweiterte.
2012 promovierte sie an der Universität Twente. In ihrer Dissertation beschäftigte sie sich mit der Erstellung eines ethischen Rahmenwerkes für die Nutzung von Pflege-Robotern im medizinischen Umfeld. Ihre Arbeit wurde für den Georges Giralt Award für die beste PhD-Thesis in Robotics nominiert.
Van Wynsberghe arbeitet seit 2004 mit dem Schwerpunkt Robotics. Sie startete zunächst als Research Assistant am CSTAR (Canadian Surgical Technologies and Advance Robotics). Von 2014 bis 2017 war sie Assistant Professor an der University of Twente. Ihr Schwerpunkt lag hier auf Roboter-Ethik. Darauf war sie als Associate Professor mit dem Schwerpunkt Ethik und Technology an der Delft University of Technology tätig.
2020 erhielt sie den Preis der Alexander-von-Humboldt-Professur for Applied Ethics of Artificial Intelligence. Später wechselte sie als Professorin an die Universität Bonn an das Institute of Science and Ethics.

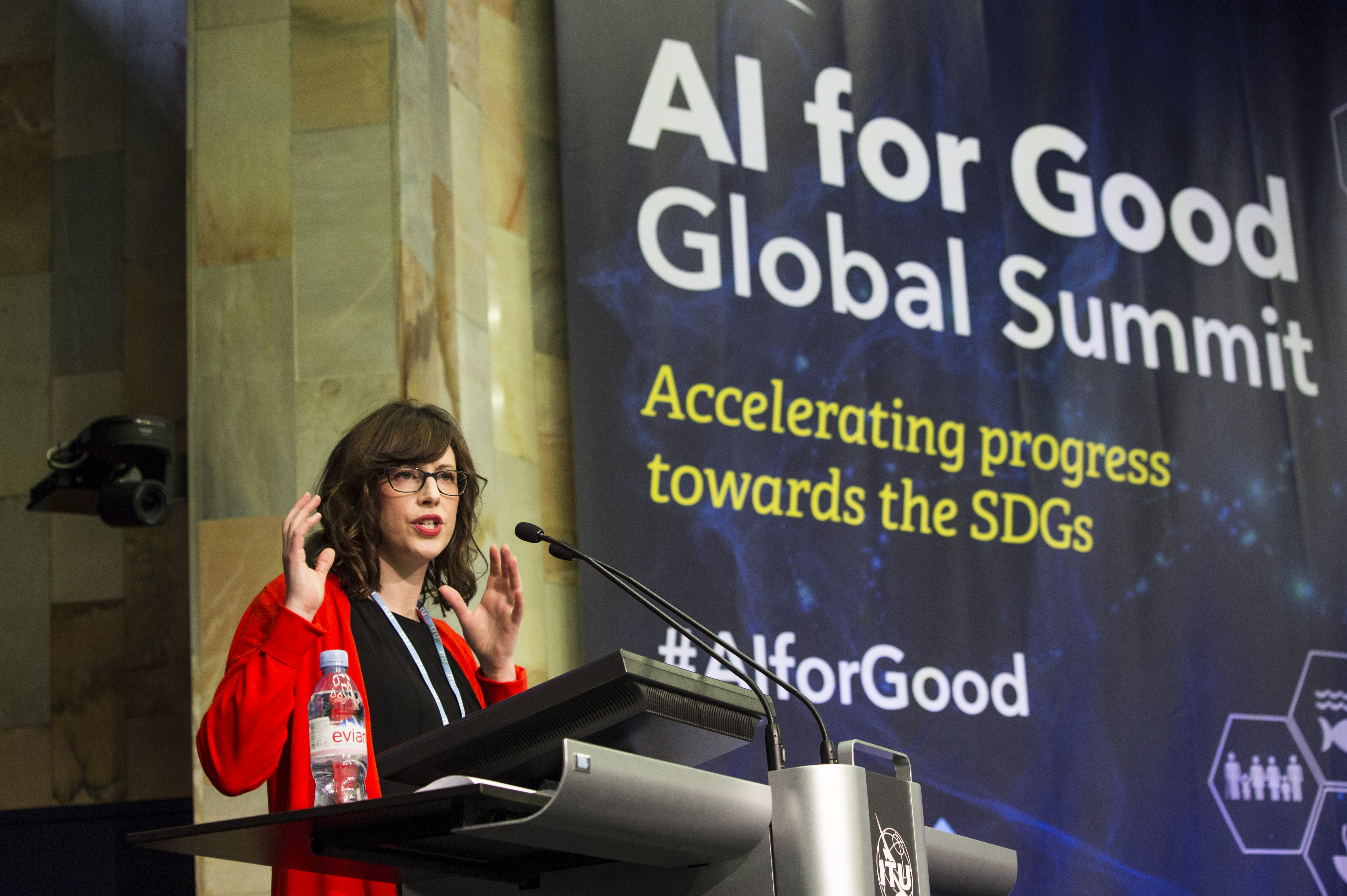
AI for Good Global Summit in 2018

Im Jahr 2015 haben van Wynsberghe und Noel Sharkey die Foundation for Responsible Robotics (FRR) gegründet, eine NGO, die sich für das ethische Design bei der Produktion von Robotern einsetzt. Während der Gründung des FRR wiesen van Wynsberghe und Sharkey auf die dringende Notwendigkeit hin, bei der Entwicklung von Robotern, insbesondere von solchen, die Aufgaben durch Automatisierung erledigen, ein hohes Maß an Verantwortlichkeit und ethischen Aspekten zu berücksichtigen. Derzeit ist sie Präsidentin der Stiftung und organisiert Multi-Stakeholder-Workshops, verfasst und verbreitet Empfehlungen und Berichte, baut öffentlich-private Partnerschaften auf und wendet sich an gesetzgebende Organe in der Europäischen Union.
Van Wynsberghe ist auch Mitglied mehrerer Organisationen, die sich mit der Ethik der Technologie befassen. Sie wurde in die Expertengruppe für Künstliche Intelligenz der Europäischen Kommission berufen (AI HLG) und ist derzeit im Vorstand zahlreicher Nichtregierungsorganisationen tätig, darunter im Institute for Accountability in the Digital Age und der Netherlands Alliance for AI (ALLAI Netherlands). Außerdem ist sie Mitglied des Beirats des AI & Intelligent Automation Network.

### Akademische Leistungen
Laut Google Scholar wurde van Wynsberghes Arbeit über 1200 Mal zitiert und hat derzeit einen h-Index von 26. Sie ist die Autorin des 2016 erschienenen Buches „Healthcare Robots: Ethics, Design and Implementation“, in dem es um die aktuelle und künftige Rolle von Robotern im Gesundheitswesen und die dringende Notwendigkeit geht, ethische Richtlinien für deren Einsatz aufzustellen.

### Auszeichnungen und Ehrungen
Van Wynsberghe erhielt 2015 den Preis der NWO Veni Personal Research Grant für ihre Untersuchungen zur ethischen Gestaltung von Pflegerobotern. Im Jahr 2017 erschien van Wynsberghe auf der Robohub-Liste „25 Women in Robotics You Need to Know About“. Im Juli 2018 wurde sie von der British Interactive Media Association in die Liste der „100 Ai Influencers Worth Following“ aufgenommen. 2018 erhielt sie den Preis des niederländischen L’Oréal-UNESCO-Stipendiums für Frauen in der Wissenschaft. Im Jahr 2020 wurde sie mit der Alexander von Humboldt-Professur für Angewandte Ethik der Künstlichen Intelligenz ausgezeichnet. Im Jahr 2025 wurde Aimee van Wynsberghe als Mitglied der Sektion Technikwissenschaften in die Nationale Akademie der Wissenschaften Leopoldina aufgenommen.

### Media
Im Januar 2018 wurde van Wynsberghe für einen Artikel des Raddington Report mit dem Titel „Robot Ethics, Robot Equality“ interviewt. Im Juni 2018 war sie in der BBC-Sendung „Today“ zu Gast und wurde von Seth Adler vom Artificial Intelligence & Intelligent Automation Network interviewt. Van Wynsberghe hat auf großen internationalen Veranstaltungen wie dem Web Summit gesprochen, das Globale Investitionsforum der Europäischen Investitionsbank, AI for Good's Global Summit, und dem Economist's Innovation Summit. Van Wynsberghe wurde 2017 VPRO für die Dokumentation Robo Sapiens interviewt, in der die Zukunft der Menschheit in Bezug auf Robotik behandelt wurde.